# Richwiller
Richwiller is een gemeente in het Franse departement Haut-Rhin in de regio Grand Est. De gemeente telde 3.786 inwoners op 1 januari 2022.
De gemeente maakt deel uit van het arrondissement Mulhouse en sinds 22 maart 2015 van het kanton Kingersheim. Daarvoor maakte Richwiller deel uit van het kanton Wittenheim.
In de gemeente werd aan het begin van de 20e eeuw een potasmijn geopend.

## Geografie
De oppervlakte van Richwiller bedroeg op 1 januari 2022 5,55 vierkante kilometer; de bevolkingsdichtheid was toen 682,2 inwoners per km².

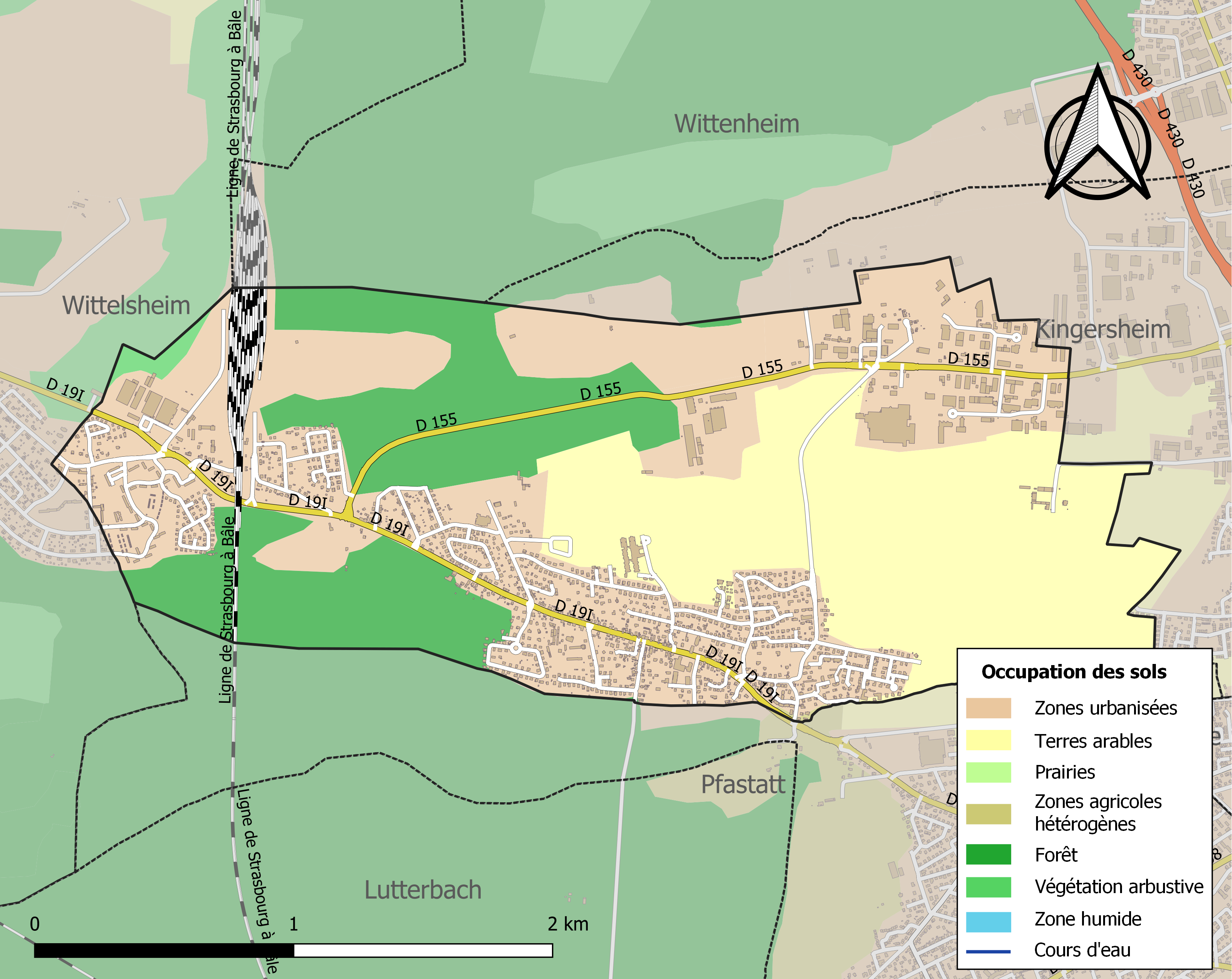
Kaart van de gemeente met de belangrijkste infrastructuur, bodemgebruik en omliggende gemeenten

## Demografie
Onderstaande figuur toont het verloop van het inwonertal (bron: INSEE-tellingen).

## Verkeer en vervoer
In de gemeente staat het spoorwegstation Richwiller.